# هشام الشربيني
هشام الشربيني ممثل مصري بدأ العمل الفني كمساعد مخرج في بعض المسلسلات التلفزيونية مثل: مسلسل الغربة عام 1977، ومسلسل حارة الشرفا 1986. وفي تسعينات القرن العشرين بدأ التمثيل في المسلسلات التلفزيونية، ثم المسرح، ثم السينما. قام أيضا بكتابة السيناريو والحوار لمسلسل الألغاز والمغامرون الخمسة.
قام هشام ببطولة مسرحية قدمها البيت الفني للمسرح على مسرح الطليعة بالعتبة بقاعة «صلاح عبد الصبور» وهي مسرحية «استفهامية بن سعدون» التي تنتمي إلى مسرح الاستفهام.

## أعماله
- زهور تملأ الحديقة (سهرة تلفزيونية)[8]
- حكاية شفيقة ومتولي (مساسل تلفزيوني لعام 1993)[9][10]
- نساء في الغربة (مسلسل تلفزيوني لعام 2000)[11]
- الفتح المبين (مسلسل تلفزيوني لعام  2000)[12]
- ابن ماجة القزويني (مسلسل تلفزيوني لعام 2000)[13]
- الملك لير (مسرحية لعام 2001) قام بدور «برغندي».[14]
- حرس سلاح (مسلسل تلفزيوني لعام 2002)[15]
- إمام الدعاة (مسلسل تلفزيوني لعام 2002)[16]
- بنت أفندينا (مسلسل تلفزيوني لعام 2004)[17]
- المهنة طبيب (مسلسل تلفزيوني لعام 2004)[18]
- الإمام النسائي (مسلسل تلفزيوني لعام 2004)[19]
- خالي من الكلستيرول (فيلم لعام 2005)[20]
- أسلحة دمار شامل  (مسلسل تلفزيوني لعام 2006)[21]
- قضية رأي عام  (مسلسل تلفزيوني لعام 2007)
- امرأة فوق العادة (مسلسل تلفزيوني لعام 2007)[22]
- دموع القمر (مسلسل تلفزيوني لعام 2008)[23]
- أدهم الشرقاوي (مسلسل تلفزيوني لعام 2009)
- ريش نعام (مسلسل تلفزيوني لعام 2010) قام بدور حسن عبد الواحد[24]
- تلك الأيام (فيلم لعام 2010)[25]
- الجماعة «الجزء الأول» (مسلسل تلفزيوني لعام 2010)[26]
- أغلى من حياتي (مسلسل تلفزيوني لعام 2010)
- مسيو رمضان مبروك أبو العلمين حمودة (مسلسل تلفزيوني لعام 2011)
- الهاربة «الجزء الثاني» (مسلسل تلفزيوني لعام 2011)[27]
- الدالي «الجزء الثالث» (مسلسل تلفزيوني لعام 2011)[28]
- تيتة رهيبة (فيلم لعام 2012)[29]
- الصفعة (مسلسل تلفزيوني لعام 2012)
- مسلسليكو (فوازير 2013)
- سلسال الدم «الجزء الأول» (مسلسل تلفزيوني لعام 2013)[30]
- تتح (فيلم لعام 2013)[31]
- المحروسة والمحروس (مسرحية لعام 2013)[32]
- الشتا اللي فات (فيلم لعام 2013)
- الحفلة (فيلم لعام 2013)
- فيفا أطاطا (مسلسل تلفزيوني لعام 2014)
- ابن حلال (مسلسل تلفزيوني لعام 2014)
- هز وسط البلد (فيلم لعام 2015)
- سلسال الدم «الجزء الثاني» (مسلسل تلفزيوني لعام 2015)
- بين السرايات (مسلسل تلفزيوني لعام 2015)
- التنظيم السري (مسلسل إذاعي لعام 2015)[33]
- أستاذ ورئيس قسم (مسلسل تلفزيوني لعام 2015)
- مأمون وشركاه (مسلسل تلفزيوني لعام 2016)
- سقوط حر (مسلسل تلفزيوني لعام 2016)
- جراند أوتيل (مسلسل تلفزيوني لعام 2016)
- عفاريت عدلي علام (مسلسل تلفزيوني لعام 2017)
- الجماعة «الجزء الثاني» (مسلسل تلفزيوني لعام 2017)[34]
- الرحلة (مسلسل تلفزيوني لعام 2018)[35]
- اختفاء (مسلسل تلفزيوني لعام 2018) قام بدور اللواء طلعت.[36]
- طلقة حظ (مسلسل تلفزيوني لعام 2019)[37]
- زي الشمس (مسلسل تلفزيوني لعام 2019)[38]
- في كل أسبوع يوم جمعة (مسلسل تلفزيوني لعام 2020)[39]

## وصلات خارجية
- ريبورتاج : الفنان هشام الشربيني أحد أبطال مسرحية إستفهامية ابن سعدون على يوتيوب
- 3×1 مسرحية استفهامية
- صاحب مسرح الاستفهام
- هشام الشربيني
- هشام الشربيني (ممثل)